# Seabee Heights
Seabee Heights är en kulle i Antarktis. Den ligger i Västantarktis. Nya Zeeland gör anspråk på området. Toppen på Seabee Heights är 3 431 meter över havet.
Terrängen runt Seabee Heights är kuperad åt sydväst, men åt nordost är den bergig. Trakten är obefolkad. Det finns inga samhällen i närheten.